# I Love the '80s
I Love the '80s är ett TV-program som producerades av BBC i Storbritannien och senare i USA via VH1. Första avsnittet, I Love 1980, visades den 13 januari 2001 i Storbritannien, och sista avsnittet, I Love 1989, visades den 24 april 2001. I USA premiärvisades serien den 16 december 2002.
Serien startade för att försöka bringa tillbaka minnen från 1980-talet, som mode, film och musik, mycket ur B-skådespelares perspektiv. Många ämnen togs upp, bland annat Duran Duran, the Cabbage Patch Kids, Pac-Man och hans flickvän Ms. Pac Man.

## Återkommande
The VH1-versionen hade följande programinslag, och däremellan fanns reklamavbrott:
- Lionel Richie presenterade "populära låtar" från varje år.
- Bret Michaels presenterade "brudar" från varje år.
- Traci Lords presenterade "snygga män" från varje år.
- "Weird Al" Yankovic jämförde trender under det behandlade året och nutiden i avdelningen "Then and Now".
- Andrew Dice Clay presenterade "Mr. & Ms." för varje år.
- Soleil Moon Frye presenterade människor, artister och grupper inom musik, och produkter som "föddes" under det behandlade året.
- Som tillägg visades public service announcement från varje år.

## Avsnitt
- I Love 1980
- I Love 1981
- I Love 1982
- I Love 1983
- I Love 1984
- I Love 1985
- I Love 1986
- I Love 1987
- I Love 1988
- I Love 1989